# Harkortstraße (Dresden)
Die Harkortstraße im Dresdner Stadtteil Pieschen ist Teil einer Nebenstraße zwischen der Großenhainer Straße und der Bürgerstraße.

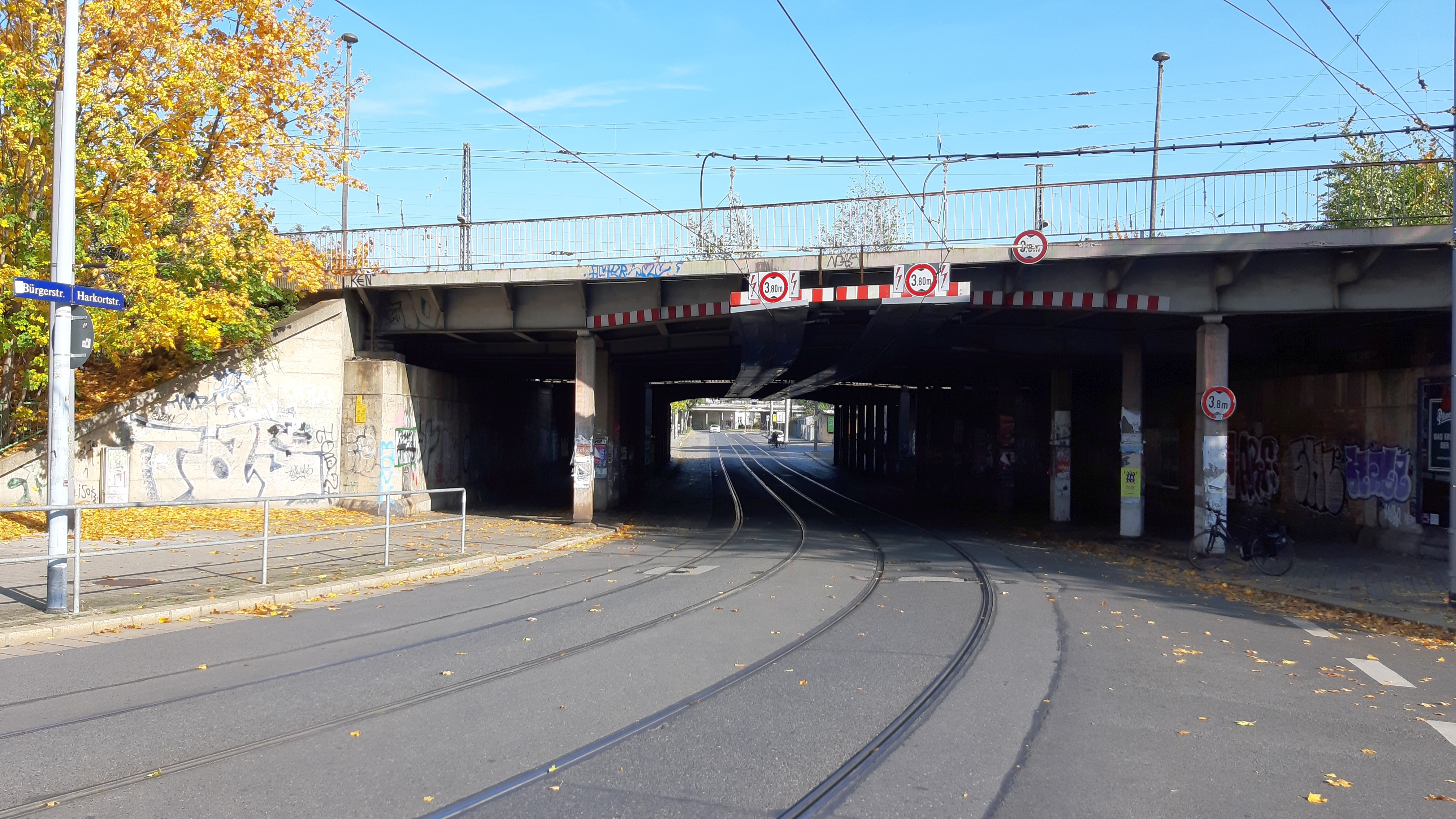
Harkortstraße mit Eisenbahnbrücke

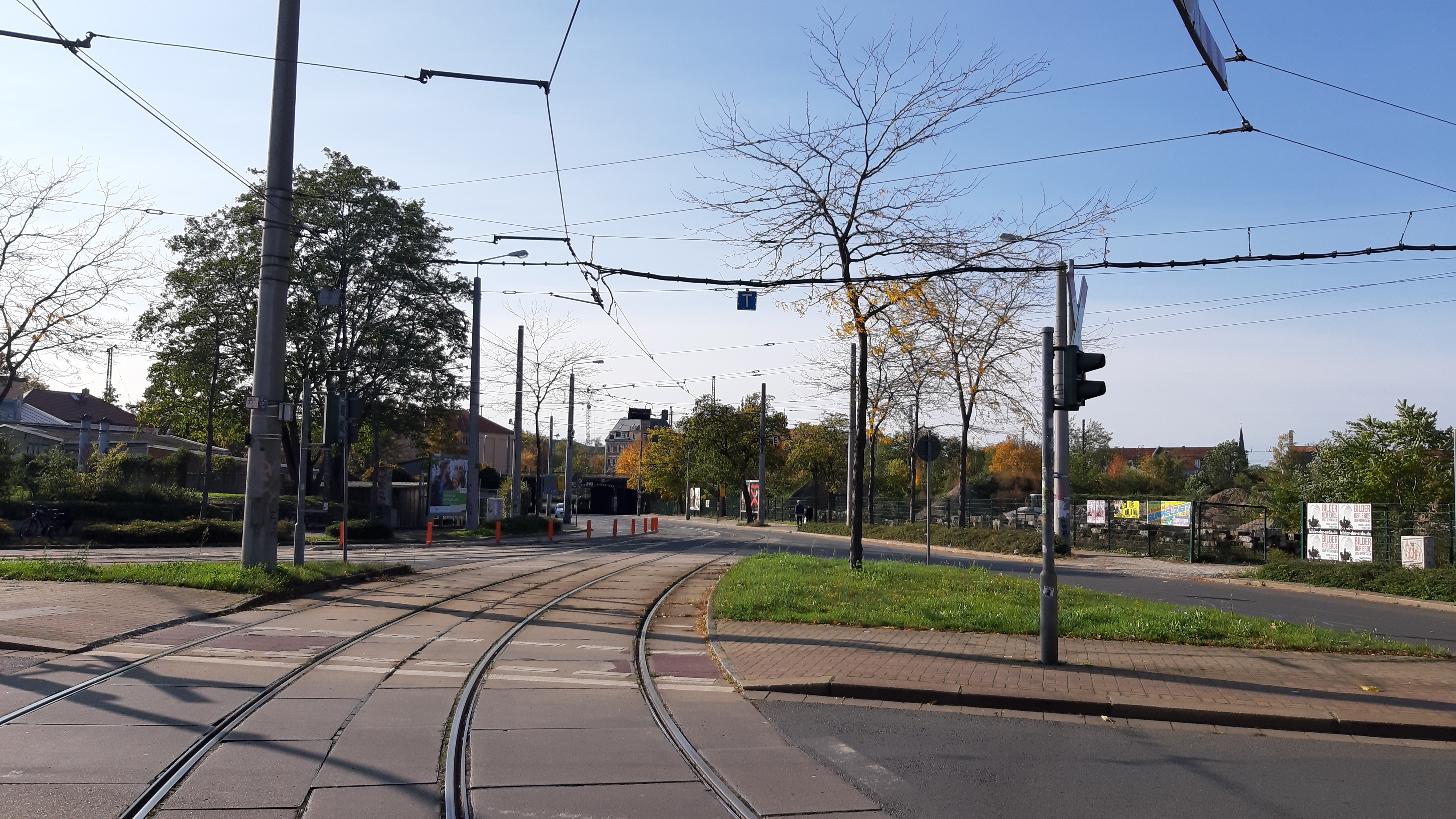
Harkortstraße Blick zur Eisenbahnbrücke

## Lage
Im Norden von Dresden befindet sich die heutige 250 Meter lange Harkortstraße, beginnend an der Einmündung von der Großenhainer Straße bis zum Übergang in die Bürgerstraße im Dresdner Stadtteil Pieschen. Die Harkortstraße verläuft von Richtung Großenhainer Straße nach Pieschen zur Bürgerstraße am Moritzburger Platz und kreuzt dabei die Liststraße verläuft weiter unter der Eisenbahnbrücke. An der Einmündung zur Bürgerstraße endet die Harkortstraße.

## Geschichte
Ende des 19. Jahrhunderts wurde im Zusammenhang mit der Umgestaltung der Bahnanlagen des Bahnbetriebswerkes Pieschen beziehungsweise des Neustädter Güterbahnhofes die Harkortstraße angelegt. Der seit dem Jahr 1898 verwendete Name erinnert an den ersten Direktor der Leipzig-Dresdner Eisenbahngesellschaft Gustav Harkort (1795–1865), er hatte die Leipzig-Dresdner Eisenbahn mitbegründet und war langjähriger Direktor der Eisenbahn-Compagnie. Er war ein deutscher Unternehmer, Bankier und Eisenbahnpionier in Leipzig und trug den Ehrentitel Kommerzienrat. Auf dem Gelände waren bis 2005 die Anlagen des nach 1870 entstandenen Maschinenbahnhofes, später Güterbahnhof Dresden-Neustadt.